# دریاچه تووادا
دریاچه تووادا (به ژاپنی: 十田湖, Towada-ko) بزرگترین دریاچه دهانه آتشفشانی در هونشو است.